# Asparagus madecassus
Asparagus madecassus är en sparrisväxtart som beskrevs av Joseph Marie Henry Alfred Perrier de la Bâthie. Asparagus madecassus ingår i släktet sparrisar, och familjen sparrisväxter.
Artens utbredningsområde är Madagaskar.

## Underarter
Arten delas in i följande underarter:
- A. m. madecassus
- A. m. montanus